# Never Die Alone
Never Die Alone är en amerikansk film från 2004, regisserad av Ernest R. Dickerson. Det är en filmatisering av romanen med samma namn, skriven av Donald Goines.

## Handling
Knarklangaren King David (DMX) återvänder till New York för att försonas med sin gamla boss, Moon (Clifton Powell).

## Medverkande
| DMX                  | – King David    |
| Michael Ealy         | – Michael       |
| David Arquette       | – Paul          |
| Clifton Powell       | – Moon          |
| Reagan Gomez-Preston | – Juanita       |
| Jennifer Sky         | – Janet         |
| Drew Sidora          | – Ella          |
| Antwon Tanner        | – Blue          |
| Keesha Sharp         | – Edna          |
| Xavier Simmons       | – Young Michael |
| Luenell              | – Jasper        |